# Форка Сант'Анђело (Рим)
Форка Сант'Анђело је насеље у Италији у округу Рим, региону Лацио.
Према процени из 2011. у насељу је живело 24 становника. Насеље се налази на надморској висини од 740 м.